# ألكسندر كاريلين
ألكسندر كاريلين (الروسية: Карелин, Александр Александрович) (Aleksandr Karelin) هو لاعب أولمبي لرياضة المصارعة الرومانية من روسيا حائز على وسام بطل الاتحاد الروسي.
حصل على ميداليات ذهبية في دورة 1988، 1992، 1996، و 2000 دورة الألعاب الأولمبية.

## الميداليات
| ذهب | فضة | برونز | المجموع |
| 24  | 1   | 0     | 25      |

## وصلات خارجية
- ألكسندر كاريلين على موقع شيردوغ (الإنجليزية)
- ألكسندر كاريلين على موقع قاعدة بيانات المصارعة الدولية (الإنجليزية)
- ألكسندر كاريلين على موقع اللجنة الأولمبية الدولية (الإنجليزية)
- ألكسندر كاريلين على موقع أوليمبيديا (الإنجليزية)